# Underground (Fernsehserie)
Underground ist eine US-amerikanische Fernsehserie, die von Misha Green und Joe Pokaski entworfen und produziert wird. Das Action-Drama spielt in der Zeit der Sklaverei in den Vereinigten Staaten und dreht sich um die gewagte Flucht einer Gruppe Sklaven, die über das legendäre Fluchtnetzwerk Underground Railroad in die 600 Meilen entfernten Nordstaaten entkommen will. Im Laufe der Serie treffen die Figuren dabei auch auf berühmte historische Persönlichkeiten, wie die Fluchthelferin Harriet Tubman und die Abolitionisten Frederick Douglass und William Still.
Die Serie besteht aus zwei Staffeln mit 20 Episoden und wurde vom 9. März 2016 bis zum 10. Mai 2017 beim Sender WGN America ausgestrahlt.

## Handlung

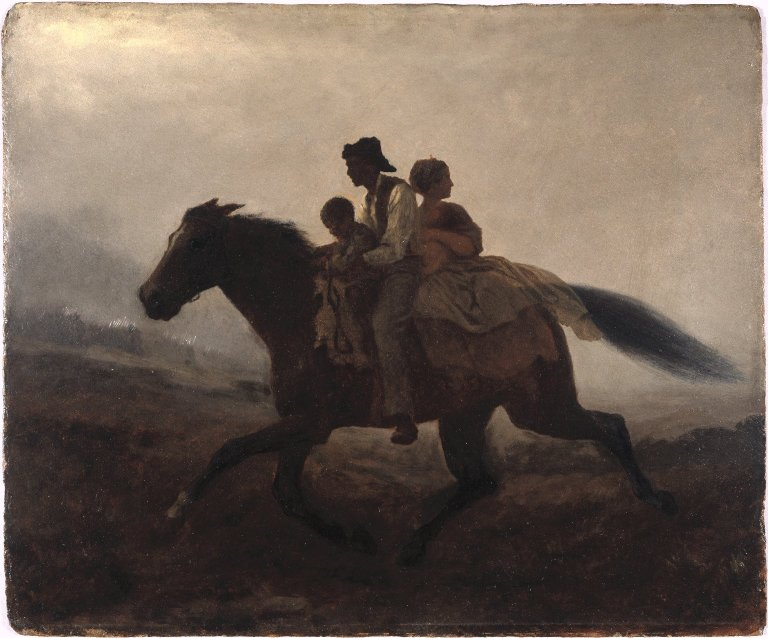
Das historische Fluchtnetzwerk Underground Railroad – hier dargestellt im Gemälde A Ride for Liberty – The Fugitive Slaves von Eastman Johnson – spielt eine zentrale Rolle in Underground

Im Jahr 1857, wenige Jahre vor Ausbruch des amerikanischen Bürgerkriegs, plant tief in den Südstaaten der junge Sklave Noah seine Flucht von einer Baumwollplantage in Georgia. Es gelingt ihm nach und nach Mitstreiter zu rekrutieren, u. a den jungen Henry, den Schreiner Sam und den Sklavenpriester Moses. In dem Glauben, Moses könne lesen, bittet Noah ihn ein Schriftstück vorzulesen, welches ihm bei seinem ersten gescheiterten Fluchtversuch in die Hände fiel. Es soll angeblich Fluchthinweise enthalten. Als sich herausstellt, dass in Wahrheit Moses’ Frau, Pearly Mae, diejenige ist, die lesen kann, wird ihr das Schriftstück vorgelegt. Sie entziffert es als verschlüsseltes Fluchtlied und singt es vor. Moses und Pearly Mae entscheiden sich, zusammen mit ihrer kleinen Tochter Boo die Flucht mit Noahs Gruppe zu wagen. Als der Aufseher Cato hinter Noahs Plan kommt, schließt auch er sich überraschend an, statt die Gruppe an den Master zu verraten. Zunächst unentschlossen, wird schließlich auch Sams Schwester Rosalee, eine junge Haussklavin, in den Plan verwickelt. Sie hilft bei der Fälschung von Papieren für die Gruppe, doch kurz bevor es zur Umsetzung des gewagten Plans kommen kann, geht etwas schief.
Noah und Rosalee fliehen in Panik allein und die restliche Gruppe bricht notgedrungen zu einem ungünstigen Zeitpunkt ebenfalls auf.
Schon bald sind der überstürzt geflohenen Gruppe professionelle Kopfgeldjäger auf den Fersen, darunter August Pullmann und sein junger Sohn Ben, der nach und nach mit immer größerem Abscheu für das Gewerbe seines Vaters erfüllt ist.
Die Flucht der sogenannten Macon 7 setzt auch Plantagenbesitzer Tom Macon unter Druck, der unbedingt Senator werden möchte. Der durch Heirat in den Besitz der Macon-Plantage gelangte Nordstaatler, versucht sich nun durch sein Verhalten den Südstaatlern anzubiedern, um sich als waschechter Sklavenhalter zu beweisen. Rosalee und ihr kleiner Bruder James sind seine Kinder aus seiner Beziehung mit der Haussklavin Ernestine, die auf der Plantage zurückbleibt und nun mit den Konsequenzen der Flucht zu kämpfen hat – vor allem als ein fanatischer Priester die Plantage besucht. Der junge James wird bald darauf als Spielkamerad seines Halbbruders und Plantagenerben T. R. Macon entfernt und zur harten Arbeit in den Baumwollfeldern geschickt. Auch Ernestines ältester Sohn Sam, der sich in letzter Minute dagegen entscheiden hatte, mit Noah und den anderen zu fliehen, gerät nun in Gefahr.
Währenddessen entscheidet sich Tom Macons Bruder John Hawkes, ein Anwalt und Sklavereigegner, dafür, sein Haus als Station im Fluchtnetzwerk der Underground Railroad zur Verfügung zu stellen, nachdem er vom bekannten schwarzen Abolitionisten William Still darum gebeten wurde. Seine Frau Elizabeth, die zunächst dagegen ist, ändert bald ihre Meinung und stimmt zu, einen falschen Boden im Haus einbauen zu lassen. Die beiden geraten schnell in große Gefahr.
Es dauert nicht lange, bis sich die Wege von Sklaven, Abolitionisten und Sklavenjägern kreuzen.

## Hauptfiguren
Rosalee
Im Gegensatz zu den Feldsklaven verbrachte die Tochter der Sklavin und Mamsell Ernestine und des Plantagenbesitzers Tom Macon bisher ein verhältnismäßig privilegiertes und behütetes Leben als Haussklavin. Als eine Reihe unvorhergesehener Ereignisse eintritt, sieht sich die junge zurückhaltende Frau jedoch gezwungen, sich Noahs Fluchtplänen anzuschließen. Auf dem gefährlichen Weg in die Freiheit gewinnt sie bislang ungekanntes Selbstvertrauen und beweist ihren Mut.
Noah
Getrieben von dem Gedanken, die Fesseln der Sklaverei abzuschütteln, arbeitet der junge Feldsklave Noah unermüdlich daran, von der Macon-Plantage zu entkommen. Nachdem er von einem sterbenden Sklaven ein rätselhaftes verschlüsseltes Lied erhält, das den Weg in den Norden weist, rekrutiert er eine Reihe Mitstreiter, denen als die Macon 7 schließlich die Flucht gelingt.
Elizabeth Hawkes
Die junge Nordstaatlerin und ihr Ehemann, der Anwalt John Hawkes, sind Sklavereigegner und entscheiden sich schließlich, ihr Haus als Station in der Underground Railroad zur Verfügung zu stellen. Als Teil des geheimen und illegalen Fluchtnetzwerk, das Sklaven aus den Südstaaten in die sicheren Nordstaaten schleust, gehen sie bald große Risiken ein.
Cato
Der skrupellose, gerissene Sklave Cato wird als Plantagenaufseher von den anderen Sklaven mit Misstrauen betrachtet, schließt sich aber überraschend den Macon 7 an. Auf der Flucht mit Noah scheint der verbitterte Mann bereit zu sein, über Leichen zu gehen, wenn es zu seinem Vorteil ist.
August Pullman
Der geheimnisvolle, schweigsame Vater des zehnjährigen Ben verdingt sich als Kopfgeldjäger entlaufener Sklaven, um die Behandlungskosten seiner verrückt gewordenen Frau zu bezahlen. Dabei bewegt er sich auf einem schmalen Grat zwischen Moral und Unmoral, Jagdlust und Geldnot. Er ist den Macon 7 dicht auf der Spur.
Ernestine
Die Mamsell der Macon-Plantage scheint alles im Griff zu haben, denn sie genießt als oberste Haussklavin ungewöhnlich große Macht und Einfluss auf die Macon-Familie. Innerlich ist sie jedoch ständig von der Sorge um die Sicherheit ihrer Kinder Sam, Rosalee und James geplagt. Ihre komplizierte Liebesbeziehung mit Plantagenbesitzer Tom Macon ist für sie gleichzeitig eine Quelle der Zuneigung und eine Möglichkeit ihre Kinder zu schützen, zwingt sie jedoch auch ständig zu für sie belastender Manipulation und Verstellung.

## Besetzung

### Hauptbesetzung
| Rollenname       | Schauspieler         |
| ---------------- | -------------------- |
| Rosalee          | Jurnee-Smollett-Bell |
| Noah             | Aldis Hodge          |
| Elizabeth Hawkes | Jessica De Gouw      |
| Cato             | Alano Miller         |
| August Pullman   | Christopher Meloni   |
| Ernestine        | Amirah Vann          |
| John Hawkes      | Marc Blucas          |

### Nebenbesetzung
| Rollenname          | Schauspieler        |
| ------------------- | ------------------- |
| Tom Macon           | Reed Diamond        |
| Ben Pullman         | Brady Permenter     |
| Boo                 | Darielle Stewart    |
| Henry               | Renwick D. Scott II |
| Sam                 | Johnny Ray Gill     |
| Moses               | Mykelti Williamson  |
| Pearly Mae          | Adina Porter        |
| Suzanna Macon       | Andrea Frankle      |
| T.R. Macon          | Toby Nichols        |
| James               | Maceo Smedley       |
| Marshal Kyle Risdin | James Lafferty      |
| Zeke                | Theodus Crane       |
| Bill Meekes         | PJ Marshall         |
| William Still       | Chris Chalk         |
| Jeremiah Johnson    | Christopher Backus  |

## Produktion

### Konzeption und Entwicklung

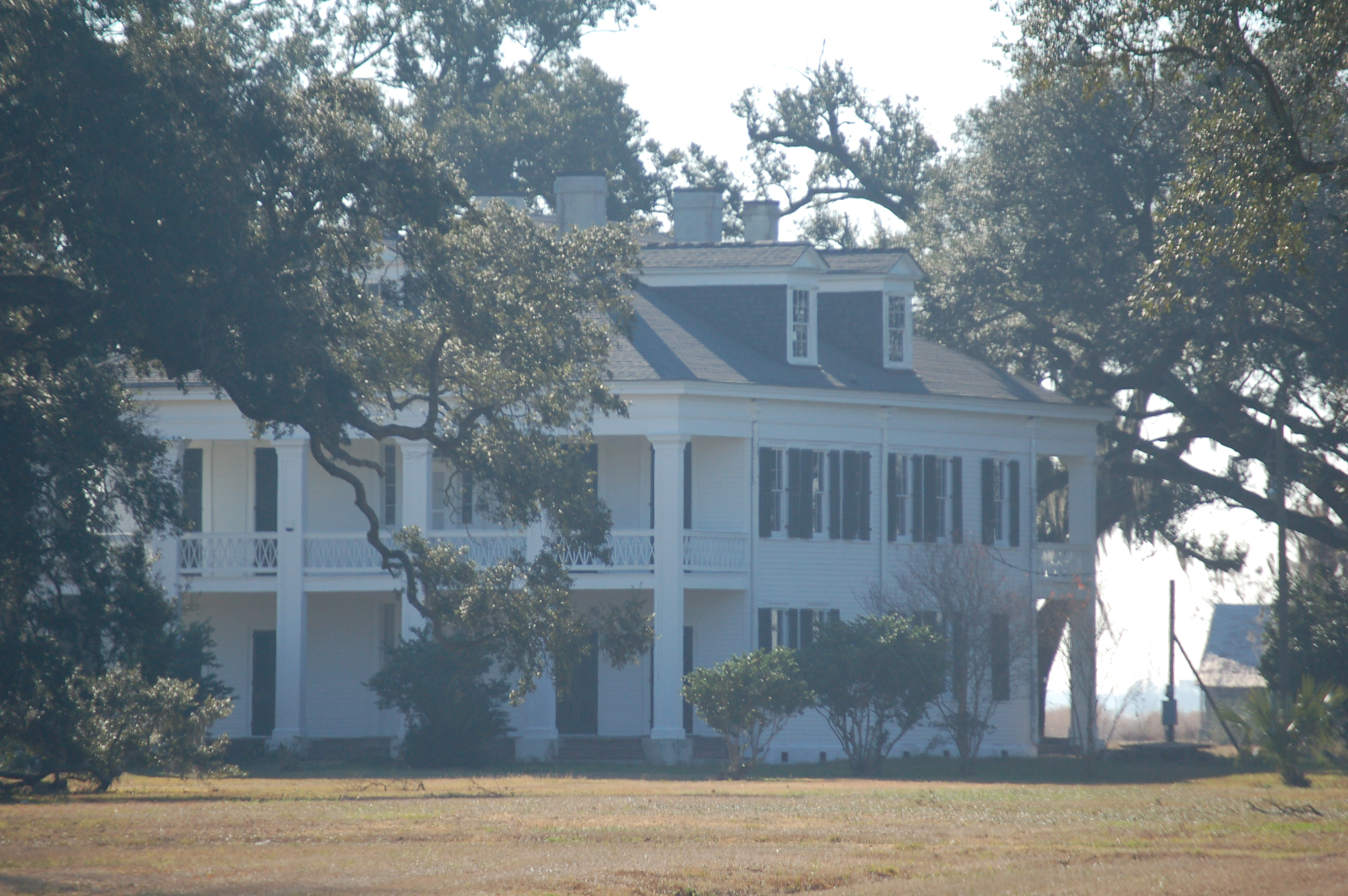
Das Herrenhaus der Felicity Plantage in Louisiana, das als Drehort für die Macon-Plantage in Underground diente

Die Initialzündung für eine Serie über die Underground Railroad erhielt Serienschöpferin Misha Green von ihrer Schwester, die diesen Gedanken eines Tages bei einem gemeinsamen Gespräch einwarf. Green begeisterte die Idee, sie begann die historischen Hintergründe zu recherchieren und holte Joe Pokaski an Bord, den sie von ihrer Arbeit für die Serie Heroes kannte. In den historischen Berichten von Sklaven, die sie sich daraufhin in der Library of Congress anhörten, fanden die beiden Autoren großes Erzählpotenzial. So inspirierte etwa der Brief einer jungen Haussklavin, in dem sie abwägt, ob sie zu fliehen versuchen sollte oder nicht, die spätere Hauptfigur der Rosalee in der Serie. Ein zentraler Kern der Erzählung sollte es zudem sein, die Sklaven als aktiv handelnde Menschen und nicht als passive Opfer darzustellen.
WGN America bestellte am 27. Februar 2015 eine erste Staffel mit 10 Episoden. Da Underground sich schnell zur erfolgreichsten Serie des Senders entwickelte, verlängerte der Sender bereits einen Monat nach Erstausstrahlung um eine zweite Staffel mit ebenfalls zehn Folgen. Underground wird von Sony Pictures Television und Tribune Studios im Auftrag des Senders WGN America umgesetzt. Die Serienschöpfer Misha Green und Joe Pokaski fungieren gleichzeitig als Showrunner, Drehbuchautoren und Produzenten und werden dabei u. a. von Ko-Produzent John Legends unterstützt, der ab Staffel zwei auch den Charakter Frederick Douglass verkörpert. Für die erste Staffel, deren Handlung im Bundesstaat Georgia angesiedelt ist, wurden Drehorte in Louisiana gewählt. Um die fiktionale Macon-Plantage zu erschaffen, ließ Location Manager Jimi Woods dort Gärten und Herrenhaus der ehemaligen Zuckerrohrplantage Felicity Plantation authentisch im Antebellum-Stil restaurieren. Da das Klima in Louisiana nicht für Baumwolle geeignet ist, wurde sogar ein kleines künstliches Baumwollfeld mit angeklebten Baumwollbüscheln angelegt und später digital vergrößert, um die Plantage darzustellen. Als Sklavenquartiere dienten originale Hütten von der Burden Plantation, die im Rural Life Museum der Louisiana State University ausgestellt sind und zu den wenigen, erhaltenen Zeugnissen dieser Art im Süden der USA gehören. Die geheimen Verstecke in den Häusern der Abolitionisten, die in der Underground Railroad Sklaven zur Flucht verhelfen, wurden dagegen auf einer Tonbühne in Baton Rouge gebaut.

### Musik
Die Serie setzt gezielt anachronistische Musik ein. Underground-Schöpferin Misha Green übernahm diese Idee aus dem Film Der große Gatsby, um „eine Brücke zwischen Vergangenheit und Gegenwart zu schlagen und [den Zuschauern] zu zeigen, dass [die Menschen] damals nicht so viel anders als sie waren“. Ko-Produzent John Legend, dessen Firma Get Lifted für die musikalische Untermalung von Underground verantwortlich zeichnet, wählte dafür viele moderne Stücke aus, u. a. Kanye Wests Black Skinhead für die Eingangsszene, in der Noah von Sklavenfängern gejagt wird. Daneben stehen aber auch ältere Werke aus anderen Genres, wie das Negro Spiritual All God’s children Got Shoes und das Wiegenlied Summertime aus der Oper Porgy & Bess.
Die Serienmusik, die von Emmy-Preisträgerin Laura Karpman und Grammy-Gewinner Raphael Saadiq komponiert wurden, bedient sich verschiedener Musikgenres, die von klassischer Musik über Südstaatenrock und R&B bis hin zu westafrikanischer Musik reichen.
Das Titellied Heaven’s Door wurde von Angelique Cinelu und Curtis Richardson geschrieben und von Alice Smith gesungen.

## Ausstrahlung
Die erste Staffel von Underground feierte am 9. März 2016 in den Vereinigten Staaten ihre Premiere, die zweite Staffel folgte ab dem 8. März 2017. Gleichzeitig war die Serie in Kanada auf dem Sender Bravo zu sehen. 2017 stand die erste Staffel von Underground auch auf der australischen Streaming-Plattform Stan zur Verfügung.

## Episodenliste
| Nr.  | Originaltitel   | Erstausstrahlung (WGN) | Regie             | D rehbuch                     |
| ---- | --------------- | ---------------------- | ----------------- | ----------------------------- |
| 01   | The Macon 7     | 9. März 2016           | Anthony Hemingway | Misha Green, Joe Pokaski      |
| 02   | War Chest       | 16. März 2016          | Anthony Hemingway | Misha Green, Joe Pokaski      |
| 03   | The Lord’s Day  | 23. März 2016          | Anthony Hemingway | Misha Green, Joe Pokaski      |
| 04   | Firefly         | 30. März 2016          | Anthony Hemingway | Misha Green, Joe Pokaski      |
| 05   | Run & Gun       | 6. April 2016          | Romeo Tirone      | Misha Green, Joe Pokaski      |
| 06   | Troubled Water  | 13. April 2016         | Romeo Tirone      | Jason Wilborne, Jennifer Yale |
| 07   | Cradle          | 20. April 2016         | Kate Woods        | Misha Green, Joe Pokaski      |
| 08   | Graves          | 27. April 2016         | Kate Woods        | Misha Green, Joe Pokaski      |
| 09   | Black & Blue    | 4. Mai 2016            | Tim Hunter        | Misha Green, Joe Pokaski      |
| 0 10 | The White Whale | 11. Mai 2016           | Tim Hunter        | Misha Green, Joe Pokaski      |

| Nr.  | Originaltitel    | Erstausstrahlung (WGN) | Regie                      | Drehbuch                 |
| ---- | ---------------- | ---------------------- | -------------------------- | ------------------------ |
| 01   | Contraband       | 8. März 2017           | Anthony Hemingway          | Misha Green, Joe Pokaski |
| 02   | Things Unsaid    | 13. März 2017          | Greg Yaitanes              | Misha Green, Joe Pokaski |
| 03   | Ache             | 22. März 2017          | Anthony Hemingway          | Misha Green, Joe Pokaski |
| 04   | Nok Aaut         | 29. März 2017          | Salli-Richardson-Whitfield | Misha Green, Joe Pokaski |
| 05   | Whiteface        | 5. April 2017          | Salli Richardson-Whitfield | Misha Green, Joe Pokaski |
| 06   | Minty            | 12. April 2017         | Anthony Hemingway          | Misha Green, Joe Pokaski |
| 07   | 28               | 19. April 2017         | Anthony Hemingway          | Misha Green, Joe Pokaski |
| 08   | Auld Aquaintance | 26. April 2017         | Christopher Meloni         | Misha Green, Joe Pokaski |
| 09   | Citizen          | 3. Mai 2017            | Lawrence Trilling          | Misha Green, Joe Pokaski |
| 0 10 | Soldier          | 10. Mai 2017           | Anthony Hemingway          | Misha Green, Joe Pokaski |

## Rezeption
“As creator, writer, and executive producer of Underground, Misha Green is personalizing a time period usually depicted with cliches or, worse, heavy-handed characterizations. […] Her characters  — including Smollett-Bell’s Rosalee — get to laugh and cry and actually debate their lot in life. She can wonder: To run or not to run?”

„Als Schöpferin, Drehbuchautorin und ausführende Produzentin bringt Misha Green uns eine Zeit näher, die für gewöhnlich mithilfe von Klischees, oder schlimmer noch, plumper Charakterisierung geschildert wird […] Ihre Charaktere – darunter Smollett-Bells Rosalee - dürfen lachen, weinen und ihr Schicksal kontemplieren. Sie darf sich fragen: Fliehen oder nicht fliehen?“

‘Underground’ delights in confounding expectations, particularly in tone, which is more action-adventure than solemn historical drama.[… It] may be the first antebellum drama with a hip-hop beat.[…] Even with its flaws, ‘Underground’ is a significant show. [… It] tells a story we have not seen, a story we need to see: […] The Underground Railroad didn't just deliver thousands to freedom, it made the hideous contradiction of slavery in a democracy too conspicuous to ignore.

„‚Underground‘ gefällt sich darin Erwartungen zu verblüffen, besonders was den Ton betrifft, der mehr einem Action-Adventure als einem ernsten Historiendrama gleicht. [… Es] könnte das erste Vorkriegsdrama mit Hip-Hop-Beat sein. […] Trotz seiner Schwächen ist ‚Underground‘ eine bedeutende Serie. [… Sie] erzählt eine Geschichte, die wir so noch nicht gesehen haben, die wir sehen müssen: […] Die Underground Railroad verhalf nicht nur Tausenden in die Freiheit, sie entlarvte auch den abscheulichen, nicht länger ignorierbaren Widerspruch zwischen Sklaverei und Demokratie.“

## Auszeichnungen und Nominierungen

### Auszeichnungen
African-American Film Critics Association Award 2016
- Sieger in der Kategorie “Best TV Show (Cable/New Media)”
- Sieger in der Kategorie “Best Cable/New Media TV Show”
- Zweiter Platz in der Kategorie “Top 10 TV Shows”

### Nominierungen
American Society of Cinematographers Award, 2017
- Nominierung für die Kategorie Outstanding Achievement in Cinematography in Regular Series for Commercial Television (Kevin McNight) für die Episode The Macon 7

Hollywood Post Alliance Award, 2016
- Nominierung für die Kategorie Outstanding Editing – Television (Zack Arnold und Ian S. Tan) für die Episode The Macon 7

Television Critics Association Awards, 2016
- Nominierung für die Kategorie Outstanding New Program

Image Awards, 2017
- Nominierung für die Kategorie Outstanding Drama Series
- Nominierung für die Kategorie Outstanding Actress in a Drama Series Jurnee Smollett-Bell
- Nominierung für die Kategorie Outstanding Supporting Actress in a Drama Series Amirah Vann
- Nominierung für die Kategorie Outstanding Directing in a Dramatic Series (Anthony Hemingway) für die Episode The Macon 7